# Kyboasca
Kyboasca — рід цикадок із ряду клопів.

## Опис
Цикадки довжиною близько 3 мм. Стрункі, забарвлені у зелений колір, часто з бурими плямами в апікальній частині надкрил. Всі апікальні жилки надкрил відходять від дистальної частини медіальної частини. У СРСР налічувалося 5 видів.

## Систематика
У складі роду:
- Kyboasca bipunctata (Oshanin, 1871) — Палеарктика
- Kyboasca maligna (Walsh, 1862)
- Kyboasca zachvatkini Anufriev, 1979